# Ołeksandr Fedorow
Ołeksandr Mykojałowycz Fedorow, ukr. Олександр Миколайович Федоров (ur. 12 kwietnia 1978 w Kijowie, Ukraińska SRR) – ukraiński hokeista, reprezentant Ukrainy, olimpijczyk.

## Kariera
- Berkut Kijów (1997-1998)
- Sokił Kijów (1998-2000)
- Berkut Kijów (2000-2002)
- Metalurgs Lipawa (2002-2004)
- HK Homel (2004)
- HK Nioman Grodno (2004-2005)
- HK Witebsk (2005)
- Sokił Kijów (2005-2006)
- Chimwołokno Mohylew (2006-2007)
- Sokił Kijów (2007-2009)
- CSA Steaua Bukareszt (2010)
- Sokił Kijów (2010-2011)
- Berkut Kijów (2010/2011, 2011-2012)
- Kompańjon Kijów (2012-2014)

Wychowanek Sokiłu Kijów. Od 2012 zawodnik Kompańjonu.
Wielokrotny reprezentant kraju w juniorskich kadrach i seniorskiej reprezentacji. W kadrach juniorskich uczestniczył w turniejach mistrzostw Europy juniorów do lat 18 edycji 1995 (Grupa C), mistrzostw świata juniorów do lat 20 edycji 1995 (Grupa A), 1998 (Grupa B). Brał udział w turniejach zimowej uniwersjady edycji 1999, 2001. W kadrze seniorskiej uczestniczył w turniejach zimowych igrzysk olimpijskich 2002 oraz mistrzostw świata 2002, 2005, 2006, 2007 (Grupa A / Elita), 2011 (Dywizja I).

## Sukcesy
Reprezentacyjne
- Złoty medal zimowej uniwersjady: 1999
- Brązowy medal zimowej uniwersjady: 2001

Klubowe
- Puchar Wschodnioeuropejskiej Ligi Hokejowej: 1998, 1999 z Sokiłem Kijów
- Złoty medal Wschodnioeuropejskiej Hokejowej Ligi: 1998, 1999 z Sokiłem Kijów, 2001 z Berkutem Kijów
- Srebrny medal Wschodnioeuropejskiej Ligi Hokejowej: 2000 z Sokiłem Kijów
- Złoty medal mistrzostw Ukrainy: 1998, 1999 z Sokiłem Kijów, 2001, 2002 z Berkutem Kijów, 2005, 2006, 2008, 2009 z Sokiłem Kijów, 2014 z Kompańjonem Kijów
- Srebrny medal mistrzostw Ukrainy: 2000, 2011 z Sokiłem Kijów, 2013 z Kompańjonem Kijów
- Brązowy medal mistrzostw Ukrainy: 2012 z Berkutem Kijów
- Złoty medal mistrzostw Łotwy: 2003 z HK Metalurgs Lipawa
- Brązowy medal mistrzostw Łotwy: 2004 z HK Metalurgs Lipawa